# دهستان امام
دهستان امام نام دهستانی در بخش امام شهرستان سقز، استان کردستان در ایران است. بر اساس سرشماری مرکز آمار ایران در سال ۱۳۸۵، جمعیت آن ۴۶۹۷ نفر (۱۰۰۵ خانوار) بوده‌است.